# INORI (HIMの曲)
「INORI」（いのり）は、ボーカル＆ダンス・ユニットHIMの曲。1997年6月21日にリリースされたHIMの2枚目のアルバム『HIMIX A2Z』に収録された。作詞は田中花乃、作曲は伊秩弘将による。
HITOEによってカバーされ、1999年にシングルがリリースされている。

## HITOEのカバー・シングル
『INORI』は、HITOEのソロ・デビュー・シングルとして、1999年6月30日にトイズファクトリーよりリリースされた。SPEEDのメンバーのソロ・シングルの単独リリースは、上原多香子『my first love』に続き2番目であった。プロデュースはSPEEDと同様に伊秩弘将（本曲の作曲者でもある）で、HITOEらしさを生かしたダンスナンバーである。

### 解説
- NTT『テレチョイス』CMイメージソング。
- HITOE'S 57 MOVE（「仁絵が今、動き出す」の意）名義でリリースされた。この名義の他に、数字のみで表記するアーティスト名候補があったという。
- オリコンチャートでは坂本龍一『ウラBTTB』に次ぐ2位を獲得した（『速報!歌の大辞テン』では1位を獲得した）。
- 仁絵名義の1枚目のアルバム『I'll Do It My Way』に、アレンジを変え、ボーカルを新たに録り直した「INORI (STC 22" dub Version)」が収録されている。

### シングル収録曲
1. INORI
作詞:HANANO TANAKA（田中花乃）/作曲:H.IJICHI/編曲:水島康貴
2. Wanna get Your Heart
作詞・作曲:伊秩弘将/編曲:水島康貴
3. あなたを忘れさせて
作詞・作曲:伊秩弘将/編曲:水島康貴
4. INORI（Instrumental）
作曲:H.IJICHI/編曲:水島康貴

### 商品情報
- TFCC-87032 定価￥1,050（廃盤）